# Речицкий проспект
Проспект Речицкий — одна из улиц города Гомеля, имеющая статус проспекта. Расположена в Советском районе города. Начинается от пересечения улиц Б. Хмельницкого и Барыкина, заканчивается у городской черты в районе микрорайона у объездной дороги. До 14 июня 2013 года улица называлась «Речицкое шоссе», так как она плавно перетекает в шоссейную дорогу к городу Речица.

## Пересекает улицы
- Барыкина
- Жукова
- Клермон-Ферран
- Волгоградскую
- Крайнюю
- Брестскую
- Междугороднюю
- Косарева
- Объездную
- Космическую
- Сосновую
- Куйбышевский проезд
- Студенческую
- Студенческий проезд
- Давыдовскую

## На улице расположены
- Администрация Советского района
- отдел ЗАГС Советского района
- суд Советского района
- ДК «Фестивальный»
- храм Архангела Михаила
- спортивно-выставочный комплекс «Солнечный»
- плавательный бассейн «Дельфин»
- средняя общеобразовательная школа №62
- расчетно-справочный центр №2 КЖРЭУП «Советское»
- Гомельская областная организация ОО «Белорусское общество инвалидов»
- Гомельский районный узел почтовой связи, отделения почтовой связи №27, №12, «Фестивальный»
- бизнес-центр Epam
- рынок «Давыдовский»
- торговый центр «Мандарин Плаза»
- торговый дом «Речицкий»
- супермаркет Maxima (по состоянию на 2017 год - строится)
- торговый центр «Пятёрочка»
- магазин «Павлинка»
- магазин «Зернышко»
- магазин «Полина»
- магазины торговой сети «Евроопт», «5 элемент», «Горизонт», «Косметичка», «Остров чистоты», Optima, «Мила», «Прима», «Белвест», «Марко», «Свитанак», «Твой Велик», «Два гуся», «Штопор», «Барон» и другие
- автосалон Skoda (на момент 2025 года автосалон FAW Bestune)
- аптеки торговой сети Гомельское РУП «Фармация», «Искамед», Adel, «Фарммед Препараты», «Аптекарь», «Адвантфарма» и другие
- отделения банков и банкоматы ОАО «Беларусбанк», ОАО «Приорбанк», ОАО «БПС-Сбербанк»
- ресторан «Речицкий»
- пиццерия «Паста Арлекино»
- кафе «Салаван»
- кафе-бар «Полешук»
- игровой клуб «Кайман»
- EPAM Systems
- ОАО «Гомельторгавтотранс»
- СООО «Гомельский приборостроительный завод»
- ОАО «Гомельоблавтотранс»
- ОАО «Конструкторское бюро системного программирования»
- электрическая подстанция ПС «Фестивальная» 110/10 кВ
- шинный сервисный центр Michelin
- ГСПК №5 Советского района
- гаражный кооператив №7 Советского района
- парк «Фестивальный»
- сквер имени Янки Купалы